# 中央公論文芸賞
中央公論文芸賞（ちゅうおうこうろんぶんげいしょう）は、中央公論新社が創業120周年を記念して2006年に創設した文学賞である。受賞者には正賞として記念品、副賞100万円が授与される。
2001年に創設された婦人公論文芸賞を発展させた形の賞で、第一線で活躍する中堅以上の作家のエンターテインメント作品を対象としている。また、選考各年度に各出版社から上梓された作品を対象としており、対象期間は前年7月から当年6月までとなっている。
第1回の選考会が東京都内で開かれ、2006年8月28日に浅田次郎の短編集『お腹召しませ』が第1回受賞作品に決定したと発表された。第1回以来、8月下旬に選考結果が発表され、約2か月後の10月20日頃に東京都千代田区丸の内のパレスホテル東京で贈呈式が行われている。第1回から第5回までの選考委員は渡辺淳一、林真理子、鹿島茂の3名で、第6回から浅田次郎が加わり4名となった。
渡辺淳一の死去に伴い、第9回の選考は浅田、鹿島、林の3名で行われた。翌年の第10回から村山由佳が加わり、第19回まで継続している。
受賞作の選評は当初、『婦人公論』（月2回刊）10月の第4火曜日発行号に掲載された。2022年に同誌が月刊誌となったため、以降は11月号に掲載される。

## 受賞作一覧
| 回（年）         |      | 受賞・候補作               | 著者       | 初刊                   |
| ---------------- | ---- | -------------------------- | ---------- | ---------------------- |
| 第1回（2006年）  | 受賞 | 『お腹召しませ』           | 浅田次郎   | 中央公論新社 2006年2月 |
| 第2回（2007年）  | 受賞 | 『八日目の蝉』             | 角田光代   | 中央公論新社 2007年3月 |
| 第3回（2008年）  | 受賞 | 『荒地の恋』               | ねじめ正一 | 文藝春秋 2007年9月     |
| 第4回（2009年）  | 受賞 | 『ダブル・ファンタジー』   | 村山由佳   | 文藝春秋 2009年1月     |
| 第5回（2010年）  | 受賞 | 『真昼なのに昏い部屋』     | 江國香織   | 講談社 2010年3月       |
| 第6回（2011年）  | 受賞 | 『そこへ行くな』           | 井上荒野   | 集英社 2011年6月       |
| 第6回（2011年）  | 受賞 | 『地のはてから』（上・下） | 乃南アサ   | 講談社 2010年11月      |
| 第7回（2012年）  | 受賞 | 『ナミヤ雑貨店の奇蹟』     | 東野圭吾   | 角川書店 2012年3月     |
| 第8回（2013年）  | 受賞 | 『北斗 ある殺人者の回心』  | 石田衣良   | 集英社 2012年10月      |
| 第9回（2014年）  | 受賞 | 『櫛挽道守』               | 木内昇     | 集英社 2013年12月      |
| 第10回（2015年） | 受賞 | 『インドクリスタル』       | 篠田節子   | KADOKAWA 2014年12月    |
| 第10回（2015年） | 受賞 | 『長いお別れ』             | 中島京子   | 文藝春秋 2015年5月     |
| 第11回（2016年） | 受賞 | 『罪の終わり』             | 東山彰良   | 新潮社 2016年5月       |
| 第12回（2017年） | 受賞 | 『みかづき』               | 森絵都     | 集英社 2016年9月       |
| 第13回（2018年） | 受賞 | 『雲上雲下』               | 朝井まかて | 徳間書店 2018年2月     |
| 第14回（2019年） | 受賞 | 『国宝』                   | 吉田修一   | 朝日新聞出版 2018年9月 |
| 第15回（2020年） | 受賞 | 『家族じまい』             | 桜木紫乃   | 集英社 2020年6月       |
| 第16回（2021年） | 受賞 | 『自転しながら公転する』   | 山本文緒   | 新潮社 2020年9月       |
| 第17回（2022年） | 受賞 | 『底惚れ』                 | 青山文平   | 徳間書店 2021年11月    |
| 第18回（2023年） | 受賞 | 『パシヨン』               | 川越宗一   | PHP研究所 2023年6月    |
| 第18回（2023年） | 受賞 | 『チャンバラ』             | 佐藤賢一   | 中央公論新社 2023年5月 |
| 第19回（2024年） | 受賞 | 『笑う森』                 | 荻原浩     | 新潮社 2024年5月       |